# 97 Клото
97 Клото (лат. 97 Klotho) је астероид главног астероидног појаса са пречником од приближно 82,83 km.
Афел астероида је на удаљености од 3,353 астрономских јединица (АЈ) од Сунца, а перихел на 1,986 АЈ. 
Ексцентрицитет орбите износи 0,255, инклинација (нагиб) орбите у односу на раван еклиптике 11,786 степени, а орбитални период износи 1593,558 дана (4,362 године). 
Апсолутна магнитуда астероида је 7,63 а геометријски албедо 0,228.
Астероид је откривен 17. фебруара 1868. године.